# Józef Korytowski (oficer)
Józef Korytowski (ur. 1 kwietnia 1894, zm. 3 lipca 1932 we Lwowie) – kapitan żandarmerii Wojska Polskiego, kawaler Orderu Virtuti Militari.

## Życiorys
Urodził się 1 kwietnia 1894. Podczas I wojny światowej był żołnierzem Legionów Polskich.
Po odzyskaniu przez Polskę niepodległości w 1918 został przyjęty do Wojska Polskiego. Został zweryfikowany w stopniu porucznika piechoty. Następnie został zweryfikowany w stopniu porucznika żandarmerii ze starszeństwem z dniem 1 czerwca 1919. W latach 20. był oficerem 3 Dywizjonu Żandarmerii. w tym w 1923 pełnił stanowisko dowódcy plutonu Lida. Później był dowódcą plutonu żandarmerii w Stanisławowie. Od drugiej połowy lat 20. był oficerem 6 Dywizjonu Żandarmerii we Lwowie. Był wówczas oficerem śledczym w sprawach szczególnej wagi. Przyczynił się do wykrycia tzw. „afery poborowej” mjr. Jerzego Urbanowicza. Został awansowany do stopnia kapitana żandarmerii ze starszeństwem z dniem 1 stycznia 1931. Uchodził za osobę cenioną w lwowskich kręgach wojskowych i szanowaną wśród mieszkańców miasta.
3 lipca 1932 około godziny 18 przybył do lwowskiej restauracji „Hungarja”. Ubrany po cywilnemu miał ze sobą teczkę, w której znajdowały się aparat fotograficzny i broń krótka. Zajął miejsce przy osobnym stoliku za kotarą. Tam przysiadła się do niego będąca pod wpływem alkoholu Zofia Myszczyszyn, była tancerka w klubach nocnych, później znana jako dama z półświatka, która miała poznać Korytowskiego dwa dni wcześniej. Kiedy oficer udał się do głównego pomieszczenia lokalu z zamiarem uiszczenia rachunku za zamówienie, kobieta pochwyciła pozostawioną przez niego teczkę i zaczęła manipulować przy rewolwerze typu browning. Podczas zabawy bronią dokonała jej odbezpieczenia, po czym nastąpił strzał, który trafił przestępującego przez próg Korytowskiego w prawą skroń, doprowadzając do jego śmierci na miejscu. Po zdarzeniu sprawczyni została aresztowana.
Józef Korytowski był żonaty (w czasie tragicznego wypadku żona kapitana przebywała na wczasach w Żegiestowie). Jego pogrzeb odbył się 5 lipca 1932 we Lwowie, po czym ciało zostało przewiezione do Stanisławowa, gdzie miało zostać pochowane.

## Odznaczenia i ordery
- Krzyż Srebrny Orderu Wojskowego Virtuti Militari[2]
- Medal Niepodległości[1]
- Srebrny Krzyż Zasługi[1]